# Marian Seldes
Marian Hall Seldes (23 de agosto de 1928 - 6 de outubro de 2014) foi atriz, fez algumas obras e entre outras atividades. Marian fez também alguns papéis em rádios norte-americanas.

## Biografia
Seldes nasceu em Manhattan, filha de Alice Wadhams Hall, uma socialite, e Gilbert Seldes, uma jornalista, autora e editora. Seu tio era o jornalista George Seldes. Ela tinha um irmão, Timothy. Os avós paternos de Seldes eram da família judeus anglo-saxões protestantes. Ela cresceu em um ambiente criativo, estudando atuação no Neighborhood Playhouse. Sua tia materna, Marian Wells Hall (falecida em 1972), era uma decoradora de interiores proeminente.

### Teatro
- O Jardim do Giz (1955)
- The Train Leite não parar Here Anymore (1964)
- Alice Pequeno (1964)
- A Delicate Balance (1966)
- Mercy Street (1969)
- Equus (1974)
- Deathtrap (1978)
- Igrejas de pintura (1983)
- Três Mulheres Altas (1993)
- Ivanov (1998)
- Play sobre o bebê (2001)
- 45 Segundos da Broadway (2001)
- Dinner at Eight (2003 revival)
- Deuce (2007)
- La Fille du Regiment (2008)

### Televisão
- Nossa irmã Emily (televisão) Interpretado Emily Bronte (1950) (estréia na televisão)
- Certo como o destino Interpretado Lady Macduff em Macbeth (1951)
- Gunsmoke jogou a Sr.ª Cullen em "índio branco" (1956)
- Have Gun Will Travel Jogado Christie Smith em "A Noiva" (1957) e Stanton Mollie em "O Professor" (1958)
- Perry Mason Jogado Mary K. Davis em "O caso da mulher gritando) (1958)
- O Tribunal de Última Instância Jogado Roberta Farrell em "O Caso Clark Frank" (1958) e Maria Morales em "O Caso Morales Mary" (1958)
- The Rifleman Jogado Lucas McCain 's esposa e Mark McCain' s Hazel mãe e seu espírito em "A Visão" (1960)
- Murphy Brown jogou a tia Brooke Murphy em "Eu estou sonhando de um Natal Brown" (1992)
- Cosby Jogado Elaine em "One Foot in Your Mouth" (1996) e Virginia em "The Greatest Gift" (1998)
- Sex and the City Guest estrelou como Mãe como Mr. Big, Mrs. Big em "Oh Come All Ye Faithful" (1998).
- Frasier Jogado Betty, a mãe do Ronee (Wendy Malick), no episódio "Miss Right Now" (2004).

### Filmes
- A Luz na Floresta (1958)
- The Big Fisherman (1959)
- The Greatest Story Ever Told (1965)
- Dedos (1978)
- The Gun em bolsa de Betty Lou (1992)
- Truman (1995)
- Tom e Huck (1995)
- Affliction (1997)
- Home Alone 3 (1997)
- Digging to China (1998)
- The Haunting (1999)
- If These Walls Could Talk 2 (2000)
- Duets (2000)
- Mona Lisa Smile (2003)
- Ballets Russes (2005) narrador,
- August Rush (2007)
- Leatherheads (2008)
- The Visitor (2008)

### Discografia
- O garanhão Roan por Robinson Jeffers (1963)
- The Making of americanos por Gertrude Stein (1963)

Theodore Bikel: "Cânticos dos Cânticos" e outras profecias bíblicas ", com Marian Seldes como Sulamita (1964).
- Torre Tragédia Além de Robinson Jeffers (1964)
- Fedra por Jean Racine (1964)
- Orações da Arca: Poemas Francês e Inglês (1964)

## Prêmios e indicações
Prêmios
- 1967 Prêmio Tony de Melhor Atriz em um Play - A Delicate Balance
- 1971 Drama Desk Award para Performance - Dia Pai
- 1983 Círculo Outer Critics Award de Melhor Atriz em um Play - Igrejas Pintura'
- 2010 Tony Lifetime Achievement Award

Nomeações
- 1971 Prêmio Tony de Melhor Atriz em um Play - Dia Pai
- 1978 Prêmio Tony de Melhor Atriz em um Play - Deathtrap'
- 1998 Drama Desk Award de Melhor Atriz em destaque proeminente em um Play -' Ivanov
- 1999 Drama Desk Award de Melhor Atriz em destaque proeminente em um Play - Redonda Anel da Lua
- 1999 Prêmio Tony de Melhor Atriz em um jogo - Redonda Anel da Lua
- 2001 Drama Desk Award de Melhor Atriz em destaque proeminente em um Play - A coleção da borboleta
- 2001 Drama Desk Award de Melhor Atriz em um Play - A peça sobre o bebê
- 2003 Prêmio Tony de Melhor Atriz em um Play - Jantar at Eight
- 2006 Drama Desk Award de Melhor Atriz em destaque proeminente em um Play - Dedicação ou o material dos sonhos
- Orações da Arca: Poemas Francês e Inglês (1964)